# اسکیچ
اسکیچ (به لاتین: Skić) یک منطقهٔ مسکونی در مونته‌نگرو است که در پلاو واقع شده‌است. اسکیچ ۲۸۶ نفر جمعیت دارد.